# Argument teologiczny (antykoncepcja)

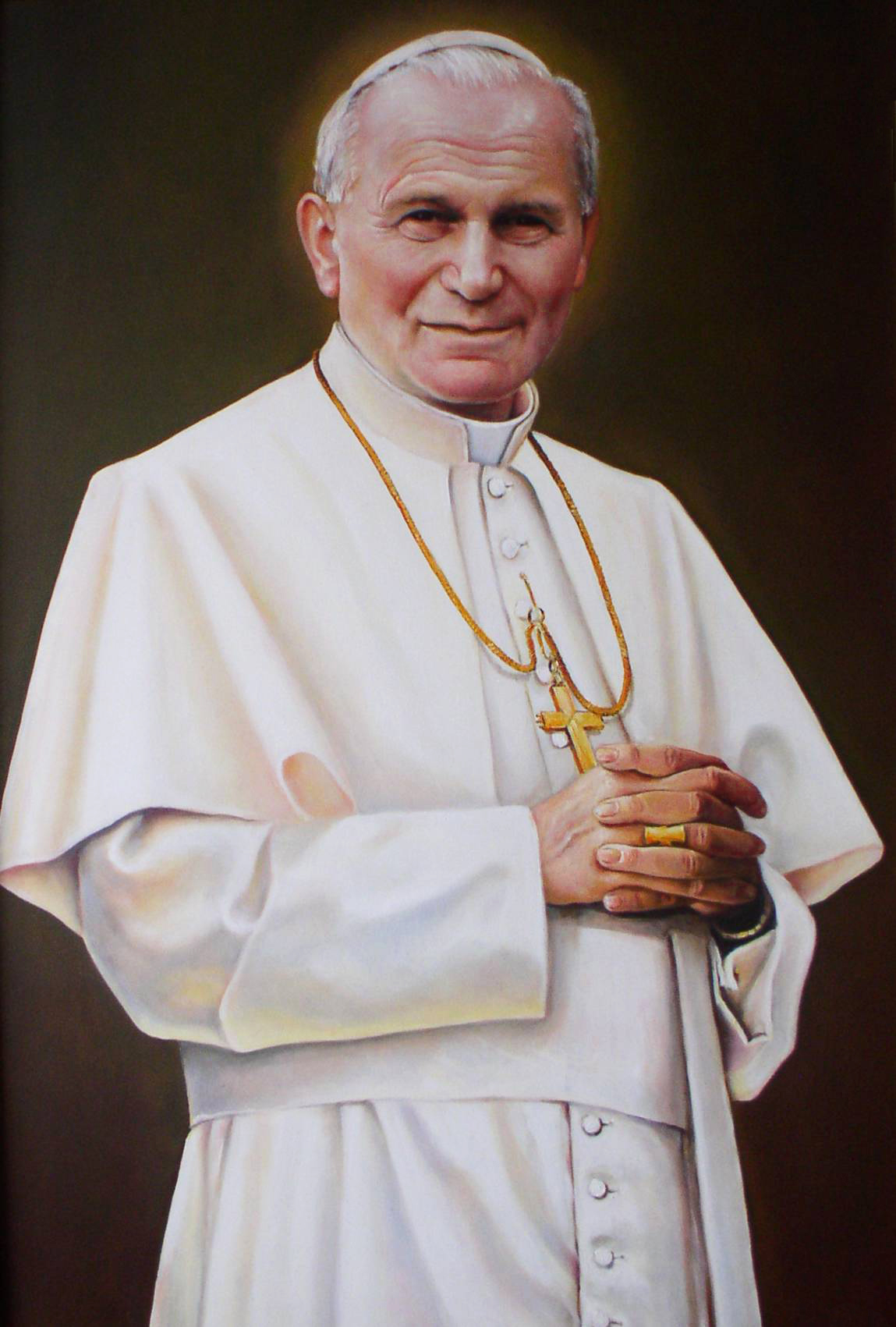
Argument sformułowany został w encyklice Jana Pawła II

Argument teologiczny – wyrażony przez św. Jana Pawła II w encyklice Evangelium Vitae argument w nauczaniu Kościoła katolickiego przeciwko antykoncepcji.

## Postać argumentu
W przeciwieństwie do pozostałych argumentów przeciwko antykoncepcji (argument z prawa naturalnego, argument z mowy ciała, argument z następstw sztucznej kontroli urodzeń) odwołuje się on bezpośrednio do osoby Boga, a nie tylko do boskich praw natury. Autor przyjmuje w nim obecność Boga w rodzicielstwie człowieka, co więcej, uznaje tą obecność za bezpośrednią. Odróżnia w ten sposób człowieka i jego rozród od rozmnażania się pozostałych istot żywych, gdzie Bóg obecny jest jedynie poprzez ustanowione przez siebie prawa. W przypadku każdego człowieka jego początek wiązać się ma każdorazowo z aktem kreacji. Niekiedy wśród teologów spotyka się nawet żartobliwe stwierdzenia o „trójkącie małżeńskim”, obejmującym Boga i małżonków. Pozwala to na czynienie różnych interpretacji małżeństwa, symboliczne, teologiczne czy mistyczne. W każdym razie początek życia każdego człowieka jest osobnym darem Boga.
Idąc tym sposobem myślenia, dochodzi się do wniosku, że stosowanie antykoncepcji byłoby odrzuceniem przez człowieka tego Bożego daru, zamknięciem się człowieka na Boga i jego dary, a nawet próbą narzucenia Bogu woli człowieka.